# Акциз
Акциз (фр. accise, от лат. accido — обрезаю) — косвенный налог, налагаемый в момент производства на товары массового потребления (бензин, табак, алкогольные напитки и так далее) внутри страны (в отличие от таможенных платежей, несущих ту же функцию, но на товары, доставляемые из-за границы, то есть из других стран). Включается в цену товаров или тариф за услуги и тем самым фактически уплачивается потребителем. При реализации подакцизных товаров в розницу сумма акциза не выделяется. Акциз служит важным источником доходов государственного бюджета современных стран. Размер акциза по многим товарам достигает половины, а иногда 2/3 их цены.

## Виды акцизов

### Налог на окна и предметы экстерьера и интерьера
Исторически в некоторых западноевропейских странах применялся налог на окна: он был введён как форма подоходного налога и обосновывался тем, что более состоятельные люди имели более крупные дома и, следовательно, в них было больше окон. Кроме того, в отличие от дохода, окна не могли быть легко скрыты от инспекторов. По тому же принципу вводились налог на кирпичи и налог на обои. Хотя по своей сути все они были прямыми налогами, они имели определённое сходство и с акцизами, поскольку все эти предметы считались товарами. Все эти налоги привели к тому, что люди начали избегать демонстрировать своё состояние, что оказало существенное влияние на архитектуру в частности и на правила принятого поведения в целом. Люди умышленно закладывали окна, чтобы избежать налога на них, использовали кирпичи намного большего размера, чтобы уменьшить плату за них, или покупали обычную бумагу и раскрашивали её позже, чтобы избежать налога на обои. Некоторые бедные люди даже заставляли себя жить в холодных тёмных комнатах, чтобы избежать уплаты этих налогов. При этом иногда очень богатые люди специально демонстрировали свою способность платить налог и тем самым продемонстрировать своё богатство, устанавливая большое количество окон, иногда даже поддельных, или используя тонкую кирпичную кладку, покрывая свои интерьеры обоями и устанавливая несколько каминов в каждой комнате.

### Проституция
В 2005 году в парламенте Канады была выдвинута инициатива обложить акцизами услуги проституток. В 2009 году то же предложение было рассмотрено в парламенте Невады.

## Акцизы и здравоохранение
В Российской Федерации принято антитабачное законодательство, введено ежегодное увеличение акцизов. С 2006 года потребление табачных изделий в абсолютном и в относительном выражении снижается. За период с 2012 года по 2019 год смертность: от болезней органов кровообращения — снизилась на 18 %, от болезней органов дыхания — снизилась на 22 %, от внешних причин — снизилась на 27 %. При рассмотрении периода 2005—2018 годов наблюдается снижение смертности от гипертонической болезни с преимущественным поражением сердца и/или почек, от ИБС и, в частности, от инфарктов миокарда.
Европейское региональное бюро ВОЗ в 2021 году выдвинуло предложение по удвоению акцизов на спиртные напитки. Это предложение может способствовать уменьшению количества случаев заболевания раком на 10 700 в год, а также снизить количество случаев смерти от рака, вызванного употреблением алкогольных напитков, на 4850 в год. 40 % из предотвратимых случаев составляют три государства: Соединённое Королевство, Российская Федерация и Германия, эти страны получат максимальную отдачу от реализации предложения.

## По странам

### Европа
На 1 января 2014 г. ставка НДС больше всего — 27 % в Венгрии, меньше всего — 15 % в Люксембурге. Акциз на пиво — больше всего в Нидерландах от 7,59 до 47,48 евро (в зависимости от объемной доли этилового спирта), а меньше всего — на Мальте от 0,25 до 1,73 евро. Больше всего акциз на вино в Ирландии — от 42,284 до 61,645 евро за 1 л абсолютного алкоголя, меньше всего — в Греции, Испании, Германии, Болгарии, Чехии, Люксембурге, Венгрии, Австрии, Португалии, Румынии, Словении, Словакии, Италии, Хорватии, на Мальте и на Кипре. Таким образом, в большинстве стран Европы акциз на вино отсутствует. Больше всего акциз на этиловый спирт на 1 января 2014 г. был в Швеции — 597,7 евро за 1 л абсолютного алкоголя, меньше всего в Болгарии — 56,2 евро.

### Российская Федерация
Акцизы регулируются главой 22 Налогового кодекса Российской Федерации (НК). Акциз является федеральным налогом. Производители обязаны платить акцизы Федеральной налоговой службе на ряд товаров (т. н. «подакцизные товары») вроде спиртных напитков, транспортных средств и топлива:
1. спирт этиловый из всех видов сырья (а также спирт коньячный);
2. спиртосодержащая продукция (растворы, эмульсии, суспензии и другие виды продукции в жидком виде) с объемной долей этилового спирта более 9 процентов, за исключением алкогольной продукции.
3. алкогольная продукция (спирт питьевой, водка, ликероводочные изделия, коньяки, вино, пиво, напитки, изготавливаемые на основе пива) и иные напитки с объемной долей этилового спирта более 0,5 процента;
4. табачная продукция;
5. автомобили легковые;
6. мотоциклы с мощностью двигателя свыше 112,5 кВт (150 л. с.);
7. автомобильный бензин;
8. дизельное топливо;
9. моторные масла для дизельных и (или) карбюраторных (инжекторных) двигателей;
10. прямогонный бензин;
11. топливо печное бытовое (c 2013);
12. одноразовые электронные системы доставки никотина и никотиносодержащие жидкости для них (с 2017);
13. сладкие газированные напитки (с 2023).

Подакцизными товарами не признаются:
- лекарственные средства, прошедшие государственную регистрацию в уполномоченном федеральном органе исполнительной власти и внесенные в Государственный реестр лекарственных средств, лекарственные средства, изготавливаемые аптечными организациями по рецептам на лекарственные препараты и требованиям медицинских организаций, разлитые в ёмкости в соответствии с требованиями нормативной документации, согласованной уполномоченным федеральным органом исполнительной власти;
- препараты ветеринарного назначения, прошедшие государственную регистрацию в уполномоченном федеральном органе исполнительной власти и внесенные в Государственный реестр зарегистрированных ветеринарных препаратов, разработанных для применения в животноводстве на территории Российской Федерации, разлитые в ёмкости не более 100 мл;
- парфюмерно-косметическая продукция, разлитая в ёмкости не более 100 мл с объемной долей этилового спирта до 80 процентов включительно и (или) парфюмерно-косметическая продукция с объемной долей этилового спирта до 90 процентов включительно при наличии на флаконе пульверизатора, разлитая в ёмкости не более 100 мл, а также парфюмерно-косметическая продукция с объемной долей этилового спирта до 90 процентов включительно, разлитая в ёмкости до 3 мл включительно;
- подлежащие дальнейшей переработке и (или) использованию для технических целей отходы, образующиеся при производстве спирта этилового из пищевого сырья, водок, ликероводочных изделий, соответствующие нормативной документации, утверждённой (согласованной) федеральным органом исполнительной власти

Объектом налогообложения признаются следующие операции например, такие как:
- реализация на территории РФ лицами произведённых ими подакцизных товаров;
- продажа лицами переданных им на основании приговоров или решений судов конфискованных или бесхозяйных подакцизных товаров;
- передача на территории РФ лицами произведённых ими из предоставленного сырья подакцизных товаров собственнику указанного сырья либо другим лицам;
- передача в структуре организации произведённых подакцизных товаров для дальнейшего производства неподакцизных товаров (кроме прямогонного бензина и этилового спирта);
- передача на территории РФ подакцизных товаров для собственных нужд;
- передача на территории РФ подакцизных товаров в уставный (складочный) капитал организаций, паевые фонды кооперативов, в качестве взноса по договору простого товарищества;
- передача организацией произведенных ею подакцизных товаров своему участнику при его выходе из организации, а также передача в рамках договора простого товарищества, при выделении его доли из общего имущества или разделе такого имущества;
- передача произведенных подакцизных товаров на переработку на давальческой основе;
- ввоз подакцизных товаров на таможенную территорию ЕАЭС;
- получение денатурированного этилового спирта организацией, имеющей свидетельство на производство неспиртосодержащей продукции
- получение прямогонного бензина организацией, имеющей свидетельство на переработку прямогонного бензина.

Операции, не подлежащие налогообложению (статья 183 НК РФ):
1. передача подакцизных товаров одним структурным подразделением организации, не являющимся самостоятельным налогоплательщиком, для производства других подакцизных товаров другому такому же структурному подразделению этой организации
2. реализация подакцизных товаров, помещенных под таможенную процедуру экспорта, за пределы территории Российской Федерации с учётом потерь в пределах норм естественной убыли или ввоз подакцизных товаров в портовую особую экономическую зону с остальной части территории Российской Федерации.
3. первичная реализация (передача) конфискованных и (или) бесхозяйных подакцизных товаров, подакцизных товаров, от которых произошёл отказ в пользу государства и которые подлежат обращению в государственную и (или) муниципальную собственность, на промышленную переработку под контролем таможенных и (или) налоговых органов либо уничтожение;
4. Определение налоговой базы при реализации (передаче) или получении подакцизных товаров, согласно статье 187 НК РФ, производится отдельно по каждому виду подакцизного товара.

Налоговая база при реализации (передаче, признаваемой объектом налогообложения в соответствии с настоящей главой) произведенных налогоплательщиком подакцизных товаров в зависимости от установленных в отношении этих товаров налоговых ставок определяется:
1. как объём реализованных (переданных) подакцизных товаров в натуральном выражении — по подакцизным товарам, в отношении которых установлены твердые (специфические) налоговые ставки (в абсолютной сумме на единицу измерения);
2. как стоимость реализованных (переданных) подакцизных товаров, исчисленная исходя из цен, без учёта акциза, налога на добавленную стоимость — по подакцизным товарам, в отношении которых установлены адвалорные (в процентах) налоговые ставки;
3. как стоимость переданных подакцизных товаров, исчисленная исходя из средних цен реализации, действовавших в предыдущем налоговом периоде, а при их отсутствии исходя из рыночных цен без учёта акциза, налога на добавленную стоимость — по подакцизным товарам, в отношении которых установлены адвалорные (в процентах) налоговые ставки. В аналогичном порядке определяется налоговая база по подакцизным товарам, в отношении которых установлены адвалорные (в процентах) налоговые ставки, при их реализации на безвозмездной основе, при совершении товарообменных (бартерных) операций, а также при передаче подакцизных товаров по соглашению о предоставлении отступного или новации и передаче подакцизных товаров при натуральной оплате труда и т. д.

Налоговые вычеты (статья 200 НК РФ)
Вычетам подлежат суммы акциза, предъявленные продавцами и уплаченные налогоплательщиком при приобретении подакцизных товаров либо уплаченные налогоплательщиком при ввозе подакцизных товаров на территорию Российской Федерации и иные территории и объекты, находящиеся под её юрисдикцией, приобретших статус товаров Таможенного союза, в дальнейшем использованных в качестве сырья для производства подакцизных товаров.
При исчислении суммы акциза указанные налоговые вычеты производятся в пределах суммы акциза, исчисленной по подакцизным товарам, использованным в качестве сырья, произведенным на территории Российской Федерации, исходя из объёма использованных товаров (в литрах безводного этилового спирта) и ставки акциза.
В случае безвозвратной утери указанных подакцизных товаров (за исключением нефтепродуктов) в процессе их производства, хранения, перемещения и последующей технологической обработки суммы акциза также подлежат вычету. При этом вычету подлежит сумма акциза, относящаяся к части товаров, безвозвратно утерянных в пределах норм технологических потерь и (или) норм естественной убыли, утверждённых уполномоченным федеральным органом исполнительной власти для соответствующей группы товаров.
Сроки и порядок уплаты акциза при совершении операций с подакцизными товарами регламентируются статьей 204 НК РФ.
Уплата акциза при реализации (передаче) налогоплательщиками произведенных ими подакцизных товаров производится исходя из фактической реализации (передачи) указанных товаров за истекший налоговый период не позднее 25-го числа месяца, следующего за истекшим налоговым периодом.
Акциз по подакцизным товарам уплачивается по месту производства таких товаров.
Авансовый платеж акциза уплачивается не позднее 15-го числа текущего налогового периода исходя из общего объёма спирта этилового и (или) спирта коньячного, закупка (передача) которых производителями алкогольной и (или) подакцизной спиртосодержащей продукции будет осуществляться в налоговом периоде, следующем за текущим налоговым периодом.